# Трентон (Илиноис)
Трентон (енгл. Trenton) град је у америчкој савезној држави Илиноис. По попису становништва из 2010. у њему је живело 2.715 становника.

## Демографија
Према попису становништва из 2010. у граду је живело 2.715 становника, што је 105 (4,0%) становника више него 2000. године.
| Група             | 2000.         | 2010.         |
| Белци             | 2.542 (97,4%) | 2.615 (96,3%) |
| Афроамериканци    | 9 (0,3%)      | 13 (0,5%)     |
| Азијати           | 14 (0,5%)     | 19 (0,7%)     |
| Хиспаноамериканци | 34 (1,3%)     | 45 (1,7%)     |
| Укупно            | 2.610         | 2.715         |